# 國防醫學大學
國防醫學大學（簡稱國醫大、軍醫大）是中華民國國軍的軍醫大學，隸屬國防部軍醫局。校址位於臺灣臺北市內湖區，與其直屬教學醫院三軍總醫院等中華民國國軍軍醫機關合稱國防醫學中心。為台灣醫療、食品、藥材之研發主要力量，並協助成立許多醫療與教育單位，包括多間榮民醫院、軍醫院以及國立陽明醫學院（今國立陽明交通大學台北陽明校區）、臺大護理學系、臺大醫學院附設醫院麻醉科、景德製藥廠等。
學校歷史悠久，前身為1902年由袁世凱於天津創立的「北洋軍醫學堂」，為中華民國歷史最悠久的軍校。曾參與各大著名戰役包括抗日戰爭、國共內戰、臺海戰役、越南戰爭，1947年6月1日更名為「國防醫學院」。在臺復校時，為繼臺大醫學院後第二所醫學院；2025年8月1日改制為「國防醫學大學」。

## 歷史

### 前身

#### 北洋軍醫學堂
1902年（清光緒二十八年），時任北洋大臣的袁世凱於天津東門外海運局創立北洋軍醫學堂，招收第一屆醫科學生（期班代號M1）。1906年，更名為陸軍軍醫學堂，並於1908年開始招收藥科學生（期班代號P1），創立中國藥學教育先河。

#### 陸軍軍醫學校
1912年中華民國建國，改為陸軍軍醫學校，由李學瀛主持校務。1928年國民革命軍北伐結束，學校改隸國民政府軍政部，經張仲山、郝子華、楊懋因故未能到任校長，後由醫科科長林鴻代理校長。1929年由戴棣齡擔任校長，將醫科期限由四年改為五年，增加一年為醫院臨床實習，藥科由三年增加為四年。1933年遷往南京，指定前陸軍第三軍醫院院舍（簡稱北校）與前江蘇省立工業學校為校址（簡稱南校），低年級在南校上課，高年級在北校上課，由國民政府軍事委員會軍醫設計監理委員會主任委員劉瑞恆兼任校長，將所有教職員撤職力圖整頓但引發學潮，因此停課兩周並處分學生代表於陸軍官校禁閉一周以平息學潮。

#### 軍醫學校
1936年因畢業之人員分發至陸海空軍，故更名為軍醫學校。1937年校長由國民政府軍事委員會委員長蔣介石兼任，實際校務由教育長張建負責。
中國抗日戰爭時期，學校隨戰況演變幾度遷校。1937年遷往廣州。1938年日軍於惠州登陸，以廣西大墟為校本部與醫科駐地，桂林為藥科駐地，新併入的軍醫預備團以陽朔為駐地，以廣西省立柳州醫院實習。1939年全校遷往貴州安順，由聯勤總部軍醫署第十二重傷醫院為教學醫院，並於西安、雲南設立分校。
1946年中國抗日戰爭勝利後，於上海江灣在上海市立醫院及日本軍醫院為校址，占地150萬平方公尺，與陸軍衛生勤務訓練所及軍醫預備團合併復校。

### 國防醫學院時期
1947年6月1日軍醫學校整併戰時衛生人員訓練所及其分校、分所等13個單位改制更名為國防醫學院，由聯勤總部軍醫署署長林可勝將軍擔任院長，張建將軍及盧致德將軍任副院長，下設醫學系、牙醫學系、藥學系、護理學系、生物型態學系、生物物理學系、生物化學系、醫學生物形態學系、物理醫學系、內科學系、外科學系、社會醫學系、衛生勤務學系、醫事技術學系等十四個系，官佐、學員、學生、士兵共計8194員。另為重視軍醫學校之傳統，各科期別仍沿用軍醫學校原期別銜接編排，仍以軍醫學校成立日期11月24日為院慶，雖然為軍醫學校的延伸，但實際上大部份的官職與教職來自協和醫學院體系的衛生勤務訓練所。

#### 在台復校

國立臺灣大學水源校區，左側建築為原國防醫學院校舍

隨著國共內戰情勢告急，國防醫學院決定展開第八次遷校，1949年該校師生、儀器分成三批（2月16日、3月16日、5月4日分別抵臺）乘坐安達輪轉進臺灣，於上海江灣遺留下來的校舍演變為今日的中國人民解放軍第二軍醫大學。國防醫學院轉進台灣後，部分教職員生曾入駐臺北縣新店鎮清風園（來臺初期曾作為入伍生營舍與衛勤訓練班訓練場所）、陸軍802總醫院等地，最後選擇於臺北水道水源地原日本陸軍砲兵聯隊營舍復校，當時與日本系統的國立臺灣大學醫學院是臺灣僅有的兩所醫學院，雖然衛生部曾有將此兩醫學院合併的想法，受到後者時任醫學院院長杜聰明拒絕。
國防醫學院在臺第一任院長盧致德中將，逐步落實「八類六級」教育制度。國防醫學院由於接受協和醫學院與軍醫學校的優秀人才以及美援，其組織、規模、教學、設備完備良好，培育眾多優秀護理人才：臺大校長傅斯年之女也為校友；而周美玉更為中華民國國軍首位女將軍，其後進更協助國立台灣大學護理學系的創建。1958年由行政院國軍退除役官兵輔導委員會主任委員蔣經國指示，國防醫學院聯合軍醫系統成立臺北榮民總醫院及國立陽明醫學院（今國立陽明交通大學台北陽明校區）。
1983年7月，三軍總醫院成為該校直屬教學醫院。1999年進行第九次遷校，自公館水源校地遷至臺北市內湖區，現在的國防醫學院校區及三軍總醫院內湖總院；而遺留下的醫學院用地交由台大使用，作為國防部軍事設施佔用台大士林區土地的補償，演變成今日的國立臺灣大學水源校區，目前該校區大部分區域，多數建物被拆除，原行政大樓作為台大人類學系與哲學系的暫時系館，原圖書館為台大檔案館，其餘建物多作為臺大創意創業學程及設計學院的產學合作辦公室，大操場成為收費停車場。
2000年，國防醫學院調整編制，改為國防大學國防醫學院；2006年，改隸屬國防部軍醫局，再改回國防醫學院。

### 國防醫學大學時期

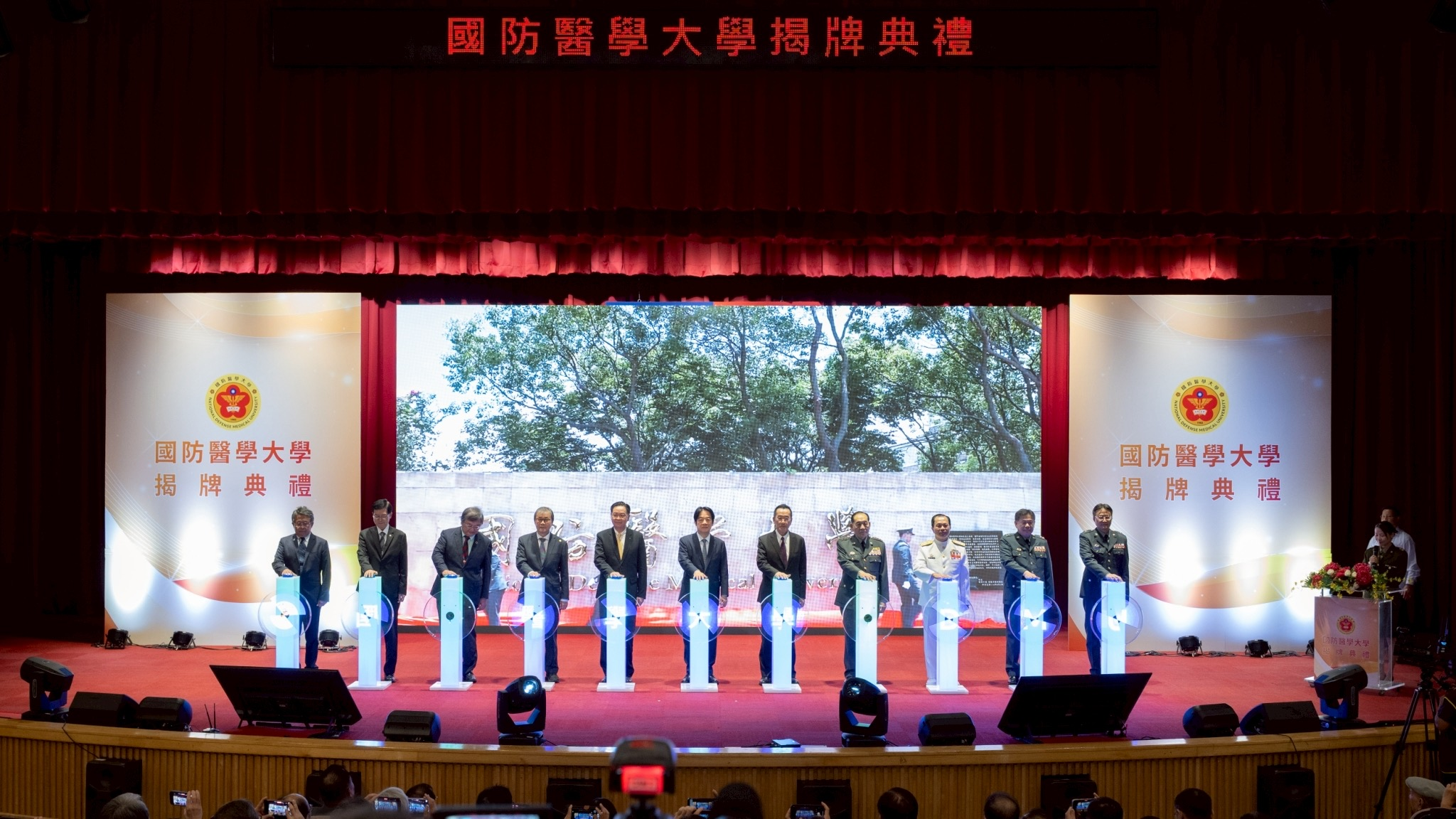
國防醫學大學揭碑典禮

2025年7月1日，教育部同意國防醫學院改制。7月23日，國防部發佈將《國防醫學院組織規程》，修正為《國防醫學大學組織規程》。同年8月1日，正式改制升格為「國防醫學大學」，並由時任總統賴清德於8月19日主持揭碑典禮。

### 大事紀
- 1902年：建校，校名「北洋軍醫學堂」，校址天津東門外海運局，招收醫學系第一期（M1，修業四年）
- 1906年：遷校天津黃緯路，改校名為「陸軍軍醫學堂」
- 1908年：招收藥學系第一期（P1，修業三年）
- 1912年：民國建立，北洋政府改校名為陸軍軍醫學校
- 1918年：遷校北平
- 1929年：醫學系改為五年制、藥學系改為四年制
- 1933年：遷校南京
- 1936年：改名為軍醫學校
- 1937年：抗戰爆發，遷校廣州
- 1938年：應抗戰戰地需求，內政部與中華民國紅十字會共同於長沙成立「內政部戰時衛生人員訓練班」，是年11月遷往湖南祁陽。
- 1939年：前線告急，軍醫學校遷往桂林；內政部戰時衛生人員訓練班遷往貴陽圖雲關，改編為「內政部軍政部戰時衛生人員聯合訓練所」。
- 1940年：前線告急，軍醫學校遷往遷校貴州安順；內政部軍政部戰時衛生人員聯合訓練所改組為軍事機關「軍政部戰時軍用衛生人員訓練所」。
- 1941年：軍醫學校招收牙醫系第一期（D1，修業五年）、專科班、護訓班。
- 1944年：軍醫學校招收高中部護理科。
- 1945年：軍政部戰時軍用衛生人員訓練所改組為「陸軍衛生勤務訓練所」。
- 1946年：抗戰勝利，軍醫學校遷往上海江灣（現人民解放軍第二軍醫大校區）
- 1947年：改名為國防醫學院，與陸軍衛生勤務訓練所合併，招收護理系正期班第一期（N1，修業四年）
- 1949年：國府遷臺，於臺北水源區復校
- 1952年：醫科、牙科改為六年制
- 1955年：開始招收醫學專科班
- 1968年：醫學專科班停招
- 1973年：醫科改名醫學系訂定為七年制
- 1979年：公共衛生學系創立（PH1，修業四年）
- 1994年：藥學系八十一期（P81）開始招收女生
- 1995年：護理系四十八期（N48）開始招收男生
- 1997年：國防醫學院正期班全面開始招收女生，開放自費生及退輔會代訓生名額
- 1999年：衛勤專科部停招
- 2000年：遷校內湖區成功路，三軍大學、中正理工學院、國防管理學院及國防醫學院等四校，合併為國防大學
- 2001年：開放衛生署公費生名額
- 2005年：停止招收退輔會代訓生
- 2006年：廢除軍事聯招，學院新生（M106、D65、P93、N59、PH27）統一由大學學測入學，自國防大學中獨立
- 2008年：學生部隊由團級單位降編為營級單位
- 2009年：停止招生衛生署公費生
- 2010年：復招退輔會代訓生
- 2013年：醫學系改為六年制
- 2015年：招收衛福部公費生
- 2025年8月1日：改制升格為「國防醫學大學」

## 歷任校長
陸軍軍醫學校時期
| 任次 | 姓名   | 就職時間 | 卸任時間 | 備註         |
| ---- | ------ | -------- | -------- | ------------ |
| 1    | 李學瀛 | 1912年   | 1914年   |              |
| 2    | 全紹清 | 1914年   | 1922年   |              |
| 3    | 戴棣齡 | 1922年   | 1924年   |              |
| 4    | 張用魁 | 1924年   | 1924年   |              |
| 5    | 張修爵 | 1924年   | 1926年   |              |
| 6    | 梁文忠 | 1926年   | 1926年   |              |
| 7    | 陳輝   | 1926年   | 1928年   |              |
| 8    | 魯景文 | 1928年   | 1928年   |              |
| 代理 | 林鴻代 | 1928年   |          | 醫科科長代理 |
| 9    | 郝子華 | 1928年   | 1929年   |              |
| 10   | 楊懋   | 1929年   | 1939年   |              |
| 11   | 戴棣齡 | 1929年   | 1930年   |              |
| 12   | 郝子華 | 1930年   | 1930年   |              |
| 13   | 陳輝   | 1930年   | 1932年   |              |
| 14   | 嚴智鍾 | 1932年   | 1934年   |              |
| 15   | 劉瑞恆 | 1934年   | 1936年   |              |

軍醫學校時期
| 任次 | 姓名            | 就職時間 | 卸任時間 | 備註               |
| ---- | --------------- | -------- | -------- | ------------------ |
| 1    | 劉瑞恆          | 1936年   | 1937年   |                    |
| 2    | 蔣介石 特級上將 | 1937年   | 1947年   | 各軍官學校兼任校長 |
|      | 教育長張建      |          |          | 校務由教育長負責   |

國防醫學院時期
| 任次 | 姓名              | 就職時間       | 卸任時間       | 備註 |
| ---- | ----------------- | -------------- | -------------- | --- |
| 1    | 林可勝 中將       | 1947年6月1日   | 1949年7月1日   | 福建人，生於新加坡，英國愛丁堡大學醫學博士，北平協和醫學院生理學教授，中央研究院院士，美國科學院院士。學院遷台後，受聘赴美講學。1969年病逝牙買加。               |
| 2    | 盧致德 中將       | 1949年7月1日   | 1975年10月1日  | 廣東人，協和醫學院畢業，美國紐約大學醫學博士，中央研究院院士。學院遷臺，代行院長職務，奉命建立榮民總醫院及陽明醫學院。退伍後專任榮總院長。1979年病逝榮民總醫院。 |
| 3    | 蔡作雍 中將       | 1975年10月1日  | 1983年3月1日   | 廣東人，美國哥倫比亞大學哲學博士，中央研究院院士。退伍後於中央研究院專職研究工作。                                                                               |
| 4    | 潘樹人 中將       | 1983年3月1日   | 1989年3月1日   | 江西人，任內建議遷移國防醫學院及三軍總醫院於內湖成立為醫學中心。                                                                                                 |
| 5    | 尹在信 中將       | 1989年3月1日   | 1991年12月1日  | 浙江人。 |
| 6    | 馬正平 中將       | 1991年12月1日  | 1993年6月30日  | 山東人。退伍後聘為泌尿外科教授。 |
| 7    | 李賢鎧 中將       | 1993年7月16日  | 1996年7月1日   | 福建人，美國哥倫比亞大學藥理學研究所哲學博士。後奉調國防部軍醫局局長，退伍後聘為藥理學科教授。                                                                   |
| 8    | 沈國樑 中將       | 1996年7月1日   | 2000年4月1日   | 浙江人。內湖遷建完成後，自動申請退伍，聘為一般外科教授，前任財團法人為恭紀念醫院院長。                                                                           |
| 9    | 張聖原 將軍       | 2000年4月1日   | 2002年9月1日   | 湖南人，後奉調國防部軍醫局局長，退伍後任康寧醫院院長、臺北市立聯合醫院總院長，現任慈濟醫療體系策略長。                                                           |
| 10   | 陳宏一 將軍       | 2002年9月1日   | 2003年6日1日   | 臺南人，曾任國防部軍醫局局長。 |
| 11   | 王先震 將軍       | 2003年6月1日   | 2005年9月1日   | 江蘇人，退伍後任臺北市立萬芳醫院整形美容外科主任，曾任上海瑞東醫院院長。                                                                                         |
| 12   | 張德明 將軍       | 2005年9月1日   | 2011年6月1日   | 江蘇人，美國風濕學院院士，之後調升為國防部軍醫局局長，後任台北榮民總醫院院長。                                                                                   |
| 13   | 大雄 陸軍少將     | 2011年6月1日   | 2013年4月1日   | 現任三軍總醫院泌尿外科主治醫師。 |
| 14   | 司徒惠康 陸軍少將 | 2013年4月1日   | 2018年2月1日   | 花蓮人。退伍後轉任國家衛生研究院副院長、院長。 |
| 代理 | 查岱龍 陸軍上校   | 2018年2月1日   | 2018年3月1日   | 以副校長代理。 |
| 15   | 林石化 陸軍少將   | 2018年3月1日   | 2018年12月20日 | 屏東人。師鐸獎、傑出研究獎、醫療奉獻獎得主。因酒醉大鬧高鐵，調任陸軍司令部委員。                                                                                 |
| 代理 | 鄭書孟 陸軍上校   | 2018年12月21日 | 2019年3月31日  | 以副校長代理。 |
| 代理 | 林石化 陸軍少將   | 2019年4月1日   | 2019年5月31日  | 以陸軍司令部委員代理。 |
| 16   | 查岱龍 陸軍少將   | 2019年6月1日   | 2023年10月1日  | 退伍後轉任文職教授。 |
| 17   | 陳元皓 陸軍少將   | 2023年10月1日  | 2024年12月1日  | 轉任三軍總醫院院長 |
| 18   | 林致源 陸軍少將   | 2024年12月1日  | 2025年7月31日  | 2025年8月1日學校改制 |

國防醫學大學時期
| 任次 | 姓名            | 就職時間     | 卸任時間 | 備註 |
| ---- | --------------- | ------------ | -------- | ---- |
| 1    | 林致源 陸軍少將 | 2025年8月1日 | 現任     |      |

## 精神象徵

### 校訓與校風
- 校訓：「親愛精誠」，為中華民國軍事院校及國立政治大學（前中央黨務學校）共同校訓，源於蔣中正草創陸軍軍官學校手擬之校訓，經由孫中山核定使用。蔣中正對此之闡釋為：

|  | 『親愛』是要所有的革命同志能『相親相愛』，本校的宗旨『精』是『精益求精』，『誠』是『誠心誠意』。 |

- 校風：「博愛忠真」。由於學校為醫學院，教育性質與其他軍校並不完全相同，是故另制定校風。所謂「博愛」，即天賦情感，博愛利人；「忠」則代表忠於國家、學院、職務及自我；「真」以示追求醫學求真之態度。

### 盧致德院長
盧致德中將為該學院遷台後第一任院長，現在該學院院部三樓大廳有置放盧院長之半身像，以為永懷，學院禮堂也因此命名為「致德堂」。

### 校徽與軍醫徽
校徽以軍醫徽為範本，稍作更改而成。軍醫徽為一對翅膀、一根權杖、兩隻盤於權杖上的蛇。

### 校旗
用綠色為地，紅色梅花內含國徽、象徵軍醫的雙蛇杖、題寫校訓「親愛精誠」的翻開書本，外緣無絲穗，是1986年《陸海空軍軍旗條例》施行後，少數非制式軍旗。

### 校歌
於1950年創作，在水源地舊院區公布實施，由政戰部成文秀主任（時為訓導處處長）填詞，音樂教官崔月梅女士作曲。

### 八類
國防醫學大學的教育主旨是設置各種教育班次以養成軍事衛生之各種專門人才為目的，依學術範圍分為醫學科、牙醫學科、護理學科、藥學科、衛生工程學科、衛生裝備學科、衛生檢驗學科及衛生行政學科等八類。

### 六級
共有：
1. 特科進修教育；
2. 大學教育；
3. 專科及職業教育；
4. 技術准尉；
5. 技術軍士；
6. 衛生士兵；

等六個教育分級。

## 學生與生活
該校學生種類非常多，大概可分為具中華民國國籍的本國學生，以及不具中華民國國籍的僑生、外籍生。本國籍學生入學皆必須取得中華民國之大學學科能力測驗成績，並向軍事招生委員會報名入學。入學身份又可分為以下幾種：
- 軍費生：學雜費、官餉由國防部負擔，畢業後具現役軍人身分，須按合約服志願役軍官。
- 公費生：學雜費大部份由衛生福利部負擔，畢業後不具現役軍人身分，須按規定至衛生福利部系統之醫院服務。
- 代訓生：學雜費大部份由國軍退輔會負擔，民國55年度起代輔導會招訓醫科學生十二名，畢業後不具現役軍人身分，須按規定至退輔會所屬之各級醫院服務。
- 自費生：學雜費自行負擔，畢業後不具現役軍人身分，亦不受任何契約限制。
- 僑生：學雜費自行負擔，凡持有外國證件或僑居國外六年以上有居留徵件之華僑學生，民國40年（1951年）醫科、民國41年（1952年）牙科及藥科、民國45年（1956年）護理系開始招收僑生，畢業後不具軍人身分，亦不受任何契約限制。

而外籍生畢業後續遵守該國家服務之規定。但是無論是何種身分別，生活管理要求完全一樣。管理上比照國軍陸軍編制，各大隊、中隊、區隊、分隊等，由軍官及學生組成之實習幹部層層管理，非假日不得出營區、夜間燈火管制、服儀髮式均有規定。

## 實習單位
國防醫學大學學生大部分於三軍總醫院、台北榮民總醫院實習，亦有高雄榮民總醫院、台中榮民總醫院、台南奇美醫院、台北馬偕醫院、振興醫院、榮民製藥廠、景德製藥廠、永信製藥廠、三軍衛材供應處等單位實習，包括醫師實習（醫學系）、牙醫師實習（牙醫系）、藥師實習（藥學系）、護理師實習（護理系）、EMT實習（公衛系）。

## 學制
該校在臺灣復校後，逐步落實「八類六級」教育體制，爾後因應中華民國醫療教育的演進以及國軍軍醫系統演變，現今該校教育已沒有以往「八類六級」的規模，但仍然為國軍軍醫人員培育的中心，亦替臺灣醫療培養出許多人才。而所謂八類六級，是指國防醫學院各種不同之教育體制。八類是指各科系教育，即該校的各學系：醫學、牙醫、藥學、護理、公衛（早期無公衛系，而是衛生檢驗、衛生裝備、衛生行政、衛生工程）；六級是指各學制教育，早期計有：特科進修、大學教育、專科教育、高級職業教育、醫事技術訓練、業務訓練，其中部份現已廢除。以下為該校擁有之科系：

### 大學部
- 醫學系 （页面存档备份，存于），英文縮寫為M，1902年建校之初便設立，軍費生修業年限6年、修習221學分，畢業後授予醫學士學位，軍費生畢業後掛階中尉服志願役軍官十四年（1970年—2012年入學者，修業年限為七年，畢業後中尉任官），是國軍醫院、部隊醫務所、軍醫局，榮民醫院主要幹部。
- 牙醫學系 （页面存档备份，存于），英文縮寫為D，1941年創系，臺灣牙醫教育創始，修業年限6年、修習243學分，畢業後授予牙醫學士學位，軍費生畢業後掛階中尉，服志願役軍官十二年，是國軍醫院、部隊醫務所主要幹部。
- 藥學系，英文縮寫為P，1908年創立，中國藥學教育先聲，抗戰時期曾斷期。修業年限6年、修習215學分，畢業後授予臨床藥學士學位，軍費生畢業後掛階中尉，服志願役軍官十二年，是國軍醫院藥師、部隊衛材後勤、部隊藥學官主要來源。
- 護理學系 （页面存档备份，存于），英文縮寫為N，1947年設立，大學護理系始祖，修業年限4年、修習136學分，畢業後授予護理學士學位，軍費生畢業後掛階少尉，服志願役軍官十年，主要服務於國軍醫院，榮民醫院。
- 公衛學系 （页面存档备份，存于），英文縮寫為PH，1979年設立，修業年限4年、修習134學分，畢業後授予公共衛生學士學位，軍費生畢業後掛階少尉，服志願役軍官十年，是國軍衛生勤務類單位主官（管）主要來源。

該校以「期」分別出各個年級。所謂「期」代表的就是民間大學所說的「屆」；而「年班」所代表的意思是民間大學所說的「級」。該校習慣在「期」前面加上學系英文代號稱呼：比如說民國97年入學的醫學系稱作「M108」（代表第108屆醫學系、醫學系104年班，也就是民間大學說的104級）。而同年級的所有科系習慣上稱作一個「期班」，比如說M108、D67、P95、N61、PH29為同年級，就屬於同一個期班。

### 研究部
- 生物及解剖學研究所（碩士）
- 生理學研究所（碩士）
- 藥理學研究所（碩士）
- 生物化學研究所（碩士）
- 病理及寄生蟲學研究所（碩士）
- 公共衛生學研究所（碩士）
- 護理研究所（碩士）
- 微生物及免疫學研究所（碩士）
- 牙醫科學研究所（碩士）
- 藥學研究所（碩士）
- 航太及海底醫學研究所（碩士）
- 醫學科學研究所（博士）
- 生命科學研究所（博士、與中央研究院、國家衛生研究院合辦）

### 職業教育
- 高級護理職業班：原陸軍衛生勤務訓練所開辦後併入國防醫學院，自1943年（民國32年）開辦至1970年（民國59年）停招，二十四期共計畢業1,179人。
- 高級護士訓練班：由軍醫學校主辦，自1942年開辦至1946年（民國35年）停招，四期共畢業29人。
- 藥劑班：自1944年開辦至1945年停招，三期共畢業46人。
- 牙醫職業班：1947年開辦一期畢業29人。
- 牙藝職業班：1947年開辦一期畢業19人。
- 藥學職業班：1948年開辦一期畢業17人。
- 營養職業班：自1947年開辦至1948年停招，兩期共畢業9人。
- 放射職業班：1948年開辦一期畢業9人。
- 衛生檢驗職業班：1949年開辦一期畢業24人。
- 衛生行政職業班：1949年開辦一期畢業31人。
- 衛生裝備職業班：1949年開辦一期畢業6人。
- 衛材供應職業班：1949年開辦一期畢業13人。
- 放射線治療醫師進修班：自1962年開辦至1963年停招，兩期共畢業14人。
- 護理佐理員訓練班：自1952年開辦至1955年停招，兩期共畢業129人。
- 檢驗佐理員訓練班：1950年開辦一期畢業11人。

### 非學位單位

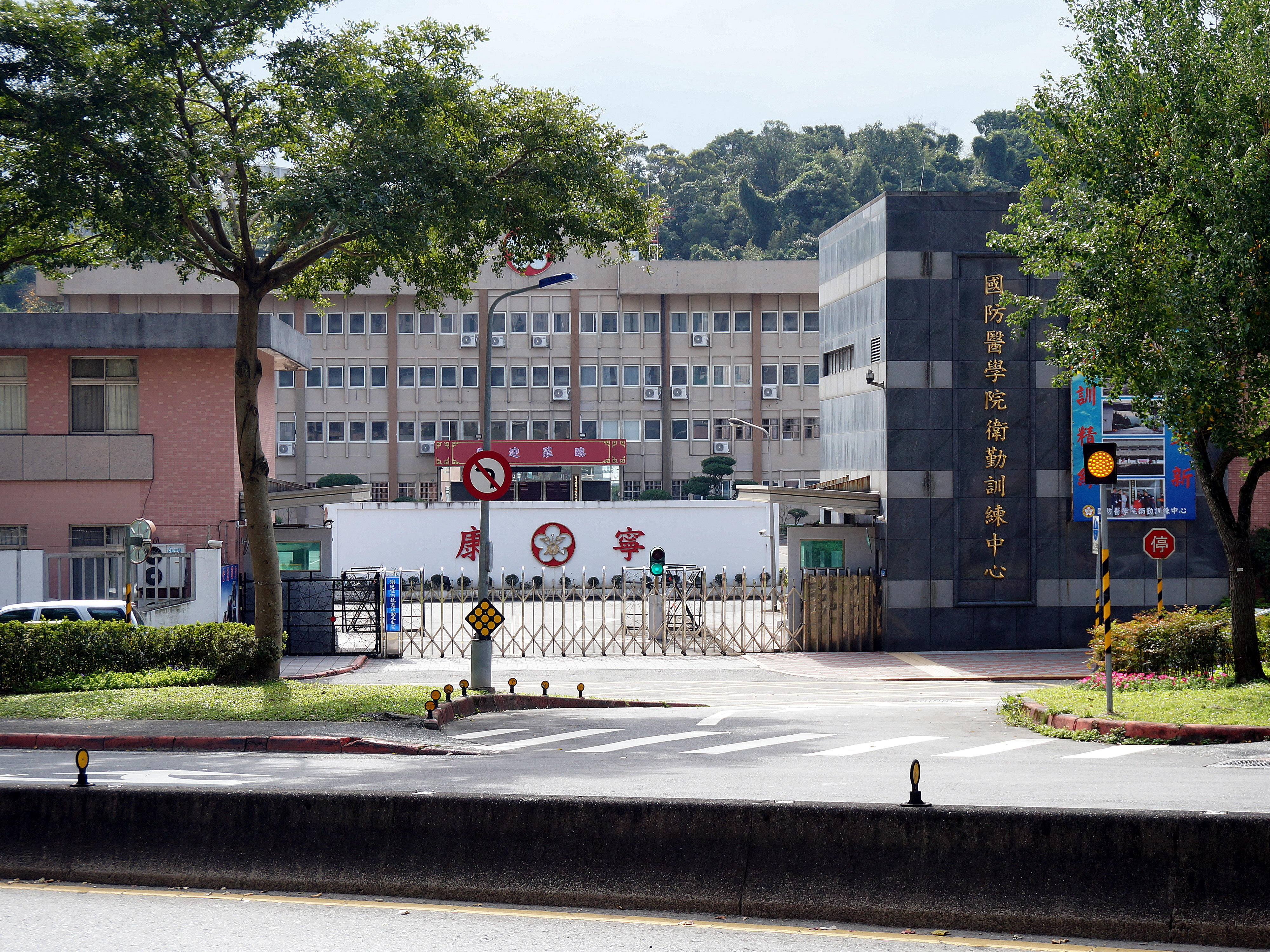
國防醫學院衛勤訓練中心

- 衛勤訓練中心：1996年8月1日依國軍軍事院校精簡案，併入陸軍後勤學校，2015年5月15日復編國防醫學院。
- 國防醫學院預防醫學研究所

### 專科部
- 醫學專科班：1955年開辦醫學專科班，修業年限4年，至1968年最後一屆招生共計十期總共畢業466員。專招非醫學系出身之軍醫官，俗稱老爺班，但醫專班畢業後授予專科學歷，亦可報考醫師國考，與當年中山醫專（現中山醫學大學）性質相似。
- 衛生勤務：1999年衛勤專科停止招生。

### 幼稚園
私立愛德幼稚園於1963年興建，國防醫學院盧致德院長在兩層樓宿舍西側興建了幼稚園（與托兒所），以愛德女士命名為Ida J Kohlberg Kindergarten，並且繼續由黃琳女士擔任園長。目前更名為國防醫學院附設臺北市私立愛德幼兒園，仍由第三任園長汪慧玲女士主持,位在國防醫學院（汀州舊址）旁的學人新村內佔地2,690平方公尺。愛德幼稚園為何以「愛德」為名，園方相關資料中並無記載，2016年10月20日，園方從舊物中尋得1963年愛德落成紀念銅牌，上頭有愛德的中英文園名，從而發現愛德的中文園名，原來是從英文園名「IDA J. KOHLBERG KINDERGARDEN」而來。對國防醫學院院史研究甚深的前國防醫學院資深老師鄔翔老師，曾在他撰寫的《一個扶持國防醫學院壯大的外國機構》文章中提到：「凡（美國醫藥援華會）所捐建之建築物或修建添置之設備，皆刻石或鐫銅牌誌捐贈者之姓名或榜其名為齋名，以誌紀念。」，IDA J. KOHLBERG為愛德‧柯柏夫人，可見柯柏夫人是愛德幼稚園最重要推手。其他一般正式文獻中鮮少提及愛德幼稚園。

### 國際合作交流
國防醫學院為亞太大學交流計畫的成員，另外醫學系、牙醫系、藥學系、護理學系和頂尖的美國及英國的大學有長久的合作關係。

## 外部連結
- 國防醫學大學
  - 國防醫學大學圖書館
- 國防醫學大學的Facebook專頁
- 國防醫學大學校友會 （页面存档备份，存于）